# Rhacholaemus variabilis
Rhacholaemus variabilis är en tvåvingeart som beskrevs av Hermann 1907. Rhacholaemus variabilis ingår i släktet Rhacholaemus och familjen rovflugor. Inga underarter finns listade i Catalogue of Life.